# Wildman River East Branch
Der Wildman River East Branch ist ein Fluss im Norden des australischen Northern Territory.
Er führt nicht das ganze Jahr über Wasser, sondern wird in der Trockenzeit zu einer Reihe von Wasserlöchern.

## Geografie
Der Fluss entspringt am Westende der Old Jim Jim Road im Westen des Kakadu-Nationalparks. Von dort fließt er nach Nord-Nordosten und quert den Arnhem Highway. Etwa zehn Kilometer nördlich dieser Straße bildet er zusammen mit dem Wildman River West Branch den Wildman River.